# Nageezi
Nageezi és una concentració de població designada pel cens dels Estats Units a l'estat de Nou Mèxic. Segons el cens del 2000 tenia 296 habitants.

## Demografia
Segons el cens del 2000, Nageezi tenia 296 habitants, 83 habitatges, i 73 famílies. La densitat de població era de 8 habitants per km².
Dels 83 habitatges en un 53% hi vivien nens de menys de 18 anys, en un 48,2% hi vivien parelles casades, en un 26,5% dones solteres, i en un 12% no eren unitats familiars. En el 12% dels habitatges hi vivien persones soles el 4,8% de les quals corresponia a persones de 65 anys o més que vivien soles. El nombre mitjà de persones vivint en cada habitatge era de 3,57 i el nombre mitjà de persones que vivien en cada família era de 3,81.
Per edats la població es repartia de la següent manera: un 38,5% tenia menys de 18 anys, un 10,1% entre 18 i 24, un 26% entre 25 i 44, un 15,5% de 45 a 60 i un 9,8% 65 anys o més.
L'edat mediana era de 26 anys. Per cada 100 dones de 18 o més anys hi havia 87,6 homes.
La renda mediana per habitatge era d'11.042 $ i la renda mediana per família d'11.042 $. Els homes tenien una renda mediana de 0 $ mentre que les dones 0 $. La renda per capita de la població era de 3.502 $. Aproximadament el 64% de les famílies i el 75,3% de la població estaven per davall del llindar de pobresa.

## Poblacions més properes
El següent diagrama mostra les poblacions més properes.